# Tícia Gara
Tícia Gara (ur. 25 października 1984 w Budapeszcie) – węgierska szachistka, arcymistrzyni od 2002 roku.

## Życiorys
Pochodzi z Węgier, ma siostrę Anitę.

## Kariera szachowa
Wielokrotnie zdobywała medale mistrzostw Węgier juniorek w różnych kategoriach wiekowych, w tym złote w latach 1994 (do 10 lat), 1997 (do 14 lat) oraz 1998 (do 14 lat). Była również wielokrotną reprezentantką kraju na mistrzostwach świata i Europy juniorek, zdobywając cztery medale: srebrny (1998, Mureck, ME do 14 lat) oraz trzy brązowe (1994, Băile Herculane, ME do 10 lat; 1995, Verdun, ME do 12 lat i 1998, Oropesa del Mar, MŚ do 14 lat). W 2001 i 2007 r. dwukrotnie wystąpiła w narodowej reprezentacji na drużynowych mistrzostwach Europy. Była również trzykrotną (2006, 2007, 2019) indywidualną mistrzynią Węgier.
W 2001 r. podzieliła II m. w otwartym turnieju Budapest Spring. W 2002 r. powtórzyła to osiągnięcie w turnieju First Saturday IM A (również w Budapeszcie). W 2015 r. podzieliła I m. (wspólnie z Szidónią Vajdą i Iwetą Rajlich) w turnieju International Women Spring Chess Festival w Budapeszcie.
Najwyższy ranking w dotychczasowej karierze – 2385 punktów – osiągnęła 1 lipca 2012 r..